# Fredrik Johan Wiik
Fredrik Johan Wiik (Helsinki, 16 dicembre 1839 – Helsinki, 15 giugno 1909) è stato un geologo e mineralogista finlandese.
Nel 1877, fu nominato il primo professore di geologia e mineralogia presso l'Università di Helsinki, dove i suoi studenti erano Jakob Sederholm e Wilhelm Ramsay. Fu anche il primo scienziato in Finlandia ad usare un microscopio petrografico.
Wiik morì nel 1909, in una spedizione geologica; il suo corpo fu trovato con in mano il martello da geologo.